# Съюз на слепите в България
Съюзът на слепите в България (ССБ) е неправителствена организация с основна задача представяне и защита интересите на хората с тежко нарушено зрение.

## Дружество на българските слепи (1921 – 1950)

### Учредяване
В протокола на учредителна сбирка на възпитаниците на Държавния институт за слепи от 14 октомври 1920 г. е отбелязано: „Днес 14 октомври 1920 г. подписаните: Н. Диклич, Ст. Орозов, Ст. Ненков, Ф. Методиев, П. Манев и В. Ангелов – събрани на съвещание в салона на бирария „Малкия Батемберг“ – София, разгледахме положението и условията за живот, при които са поставени да живеят и се развиват всички слепи в България. Намерихме, че за слепите не се полагат абсолютно никакви грижи, особено след завършване курсовете на Института, което се оказва пагубно върху самостоятелната проява на техния труд и ги оставя в мъчително положение да бъдат в тежест на близките си. От друга страна българското общество не познава делото на слепите и се отнася с недоверие към производителността им“.
На 28 март 1921 г., в малкия салон на „Градското казино“ в присъствието на Н. Диклич, Ст. Орозов, Ст. Ненков, Ф. Методиев, П. Манев и В. Ангелов се провежда ново заседание, което се смята за учредително. В протокола се отбелязва:
„Учредява се Дружество на българските слепи... За временно настоятелство се избраха – председател Никола Диклич, секретар-касиер Стоян Орозов, съветник Петър Манев, а контролна комисия Стефан Ненков, Филип Методиев и Вълко Ангелов. От днес настоятелството встъпва в длъжност и е отговорно за редовната функция на дружеството, съгласно устава“. Уставът на новоучреденото дружество е утвърден на 25 август 1921 г. от Министерството на вътрешните работи и народното здраве.
Председателят Никола Диклич (Никица Драгутин Диклич е неговото кръщелно име) е сърбин от Загреб, музикант със солидно образование, добър пианист, човек със западноевропейска култура. Никола Диклич е назначен за учител по музика в Софийското девическо педагогическо училище и е командирован също да преподава пиано в Държавния институт за слепи.

### Първи стъпки
ДБС започва дейността си с летящ старт да реализира всички свои приоритетни задачи, съдържащи се в неговия Устав. Организира две киноутра с томболи и с участието на професионални актьори, които преминават много успешно и осигуряват достатъчно парични средства за наемане и обзавеждане канцелария и общежитие на Дружеството. Първата канцелария и първото общежитие на Дружеството са разположени в две съседни стаи на ул. „Веслец“ 55. Едната стая, наречена общежитие е оборудвана с девет легла. Председателят Диклич успява да намери и едно пиано в плевенските казарми съвсем здраво, само дезакордирано и олющено, което Военното министерство също предоставя безвъзмездно на новосъздаденото Дружество. Н. Диклич подбира и дружеството закупува 20 партитури репертоар, закупува се и необходимата брайлова хартия, които се изпращат на Николай Бехтеров в Никопол, за да копира на релефно-точков шрифт партитурите. Още през септември 1921 г. неговото Настоятелство решава да създаде библиотека.
ДБС замисля и на 20 февруари 1922 г. създава Дружество за покровителстване на слепите в България, организация за благотворителна дейност и за връзка с широката българска общественост. Най-главната задача на това новоучредено сдружение е да разкрие дом-работилници за слепи мъже. Тази институция е със задача да подпомага и слепите извън обсега на Държавния институт за слепи, сиреч ослепелите над 14 години и ония, които по различни причини не са могли да минат през този институт.
От април 1922 г. ръководството на ДБС започва много усилено да работи за създаване на професионален оркестър от слепи, който в края на месец юни 1922 г. е подготвен и постъпва на работа в бирария „Черната котка“ в Княжево, където работи само един сезон. Оркестърът се състои от четири цигулки, виолончело, флейта, кларинет и пиано. Сред музикантите фигурират имената на почти цялото тогавашно ръководство на ДБС. Но скоро оркестърът остава без работа и тогава той се насочва към концертиране из страната.
Настоятелството на дружеството организира различни благотворителни акции за набиране на парични средства най-вече в Деня на слепия. Отначало този ден се е отбелязвал на Томина неделя, първата неделя след Великден, а след 1929 г. на Димитровден – 8 ноември. Приходите на Дружеството идват най-вече от дарения на банки, търговски фирми и частни лица. Издават се няколко вида календари, които също носят известна печалба. Организират се лотарии и томболи. През 1933 г. с печалбата от специално проведена лотария е купен един от апартаментите на пл. „Славейков“ 1, който сега е собственост на Съюза на слепите в България.

### Членски състав
В състава на Дружеството на българските слепи има 5 категории членове: активни, почетни, благотворителни, спомагателни и пасивни.
Активен член е могъл да бъде всеки сляп, завършил Държавния институт за слепи или по свои пътища да е станал работоспособен.
Почетен член е могъл да бъде онзи, който с дейността си допринася за преуспяването на дружеството. В началото дружеството има само 2 почетни членове: Атанас Топлийски и Димитър Ангелов.
Атанас Топлийски предоставя за безвъзмездно ползване на ДБС четиристаен апартамент от своята къща, намираща се на ул. „Любен Каравелов“ 42 за негова канцелария и общежитие. Атанас Топлийски много често е придружавал и подпомагал оркестъра от слепи музиканти в неговите турнета из страната.
През 1948 г. за почетни членове са приети и Георги Димитров – тогавашният министър-председател, и очният лекар д-р Иван Василев. Първият – за приноса му за уреждането на въпроса за професионализацията на хора на слепите.
Благотворителен член е могъл да бъде всеки, който подари на дружеството пари или предмети най-малко над 5000 лева. Дружеството тогава има също двама благотворителни членове – Димитър Кудооглу и Хаим Бакиш. Димитър Кудооглу е пловдивски предприемач и виден меценат. Хаим Бакиш е собственик на една от първите в България фабрики за каучукови изделия.
Спомагателен член е всеки виждащ, който плаща минимален членски внос 12 лева годишно и работи за преуспяването на дружеството.
Пасивни членове са: всички неработещи слепи, които изкарват прехраната си чрез просия или се издържат от близките им. Те не плащат никакъв членски внос и нямат никакви права и задължения към дружеството. За тях дружеството се грижи да бъдат подпомогнати с обществени средства, като приютяване, пенсии и др.
Дружеството на българските слепи е многократно по-голямо от всички останали организации на слепи взети заедно. ДБС е модерна за времето си организация – широко отворена за своите приятели и спомоществователи. Особено показателно в това отношение е структурата на членския състав, от който почти 40 % са виждащи лица.
=== Клонове === .

#### Бургаски клон
Първият клон на ДБС е разкрит в Бургас и е основан през есента на 1932 г., но няма писмени сведения за датата на учредяването и за имената на учредителите. В периода 1940 – 1947 г. клонът вероятно не функционира и се саморазпуска. На 21 декември 2026 г. той е учреден наново с областно ръководство в състав: Александър Христов Господинов – председател, Анастас Янков – секретар, Георги Мандаджиев – домакин, Георги Христов Копринков и Боян Панайотов – членове-съветници и подгласници – Костадинка Попова и Петър Цонев. В Проверителния съвет влизат Стефан Костадинов Ставрев, Георги 

#### Софийски клон
След 20 февруари 1935 г. е учреден клон и в София. На проведеното събрание е избрано настоятелство в състав: Димитър Пенев Тананеев – председател, и членове – Петър Ганчев, Димитър Динков, Димо Колев Кирев и Никола Стоименов. На 15 февруари 1948 г. отново е учреден клон в София и е избран УС в състав: Димо Колев Мънгъров – председател, Кръстьо Димитров Добрев – секретар, Христо Маринов – домакин, Стоян Иванов Орозов и Минчо Стоянов Минчев – членове-съветници, подгласници – Екатерина Николова Ташкова и Ирина Раевска; Проверителен съвет: Мария Гюлемезова – секретар, Димитър Нестеров и Павел Димитров – членове, подгласник – Делчо Петров.

#### Сливенски клон
На 21 декември 1942 г. УС на ДБС одобрява устава на клон Сливен без изменения. Може да се предполага, че клона е учреден малко преди тази дата. Няма писмени сведения за точната дата на учредяване и за неговото ръководство. През януари 1946 г. дейността на клона е съживена чрез избора на ново ръководство в което са избрани: Тодор Охлюваров – председател, Стефан Александров – подпредседател, Стефка Христова – секретар-касиер и членове-съветници – Цвета Вучкова и Цвета Панова. След II конгрес на ССБ (1955) в Сливен се учредява първична организация, която преминава към РС – Пловдив.

#### Пловдивски клон
Отначало пловдивските слепи членуват в дружество „Черен поглед“. По-късно някои от тях стават членове на ДБС. През месец януари 1946 г. и тук е учреден клон на ДБС. В неговото настоятелство са избрани: Георги Димитров Георгиев (Томбула) – председател, Георги Томов Даракчиев – подпредседател, Мария Антонова Узунова – секретар-касиер, и Иван Василев Лефтеров и Михрам Гарабет – Саркисян – членове-съветници. Второ събрание на клона се провежда на 5 октомври 1947 г., на което са избрани: Иван Лефтеров – председател, Мария Христоскова – секретар, Церю Милев Тодоров, Георги Гаврилов Бодурски и Иван Василев Спанурски – членове-съветници.; в Контролния съвет: Никола Василев Николов – председател, Велко Златанов Гълъбов и Иван Антонов Иванов – членове. На 7 март 1948 г. е проведено отчетно-изборно събрание на клона, на което са избрани: Велко Гълъбов – председател, Мария Узунова – секретар, Георги Бодурски – домакин, Щерю Милев Тодоров и Михрам Саркисян – членове-съветници, подгласник – Мария Кръстева; в Контролната комисия – Иван А. Иванов, Иван Спанурски и Иван Златанов, подгласник – Илия Илиев. В Пловдивския клон възникват разпри и противоречия, което довежда до оставката на председателя на клона. За няколко месеца клона остава без УС. През март 1949 г. се провежда годишно отчетно изборно събрание. За председател е избран Георги Д. Георгиев – Томбула, а за секретар – Иван А. Иванов. Ръководството не проявява никаква активност. През септември същата година се свиква събрание на клона и председателят Георги Георгиев – Томбула е отстранен от длъжност. На негово място е избран Велко Златанов. Председател на Контролната комисия става Никола Василев. През март 1950 г. е проведено поредното отчетно изборно събрание, но ръководството на клона остава в същия състав.

#### Плевенски клон
Този клон е учреден на 28 декември 1947 г. и е избран УС: Елена Митова – председател, Маргарита Киркорова – секретар-касиер, Георги Пешев – домакин, Васил Касианов и Марин Тошев – членове-съветници; Проверителен съвет: Славе Попов – секретар, Тодор Александров и Георги Венков Минев – членове. Поради назначаването на Маргарита Киркорова за артист-хорист в Професионалния хор на слепите от 1 октомври 1948 г., тя заминава за София, което блокира дейността на клона. УС на ССБ към края на 1948 г. закрива този клон и преразпределя неговите членове към клоновете в София и Габрово.

#### Видински клон
На 8 февруари 1948 г. е учреден клон на съюза във Видин. Избрано е ръководство: Петко Кръстев Цолов – председател, Христо Стоянов – секретар, Цоко Станев – домакин, Буко Соломон и Мария Атанасова Георгиева – членове-съветници, подгласници – Надежда Димитрова Войнова и Ангелина Найденова; Контролна комисия: Вълчо Петров Паламиданов – секретар, Цветан Петков и Зара Виденова – членове, Петко Ангелов – подгласник. Клонът не успява да развие дейността си. Председателят му Петко Цолов се преселва в Русе. Заместилият го Христо Стоянов е с по-скромни делови качества, което води до спад на дейността в клона. В края на 1951 г. УС на ОССБ решава да закрие този клон.

#### Габровски клон
На 9 май 1949 г. се провежда учредително събрание, на което се избира УС: Иван Ненов – председател, Михаил Ганчев – секретар, Дянко Мънкин, Никола Харитонов и Никола Званчев – членове. В територията му влизат градовете: Монтана, Плевен, Велико Търново, Русе, Свищов.

#### Смяна на името
ДБС не без основание има претенции за водеща роля сред тогавашните организации на слепи и издига идеята за тяхното обединение. Израз на тази идея е и промяната на наименованието на сдружението в Съюз на слепите в България през 1946 г. На тридневен бурен конгрес, състоял се на 25, 26, 27 август 1946 г. в град София е избрано и ново ръководство в състав: председател – Стефан Ненков; секретар – Христо Спасов и касиер – Тодор Шошев.
Но въпреки новото си име до 1951 г. ССБ си остава в голяма степен организация на възпитаниците на Държавния институт на слепи (след 1945 г. – на 2-те училища за слепи). На втория конгрес на Съюза на слепите в България, проведен през месец септември 1948 г., се поставя въпросът за обединяване на всички български организации на и за слепи в един общ съюз на слепите.

### Кошничарски работилници

#### Кошничарска работилница в Бургас
С протокол № 5/18 ноември 1925 г. на Настоятелството на ДБС се вижда, че е разкрита кошничарска работилница и в Бургас с ръководител Петър Цонев. В нея работят трима работници. Настоятелството отчита състоянието на работилницата и отпуснатите средства. Тази работилница съществува около година.

#### Кошничарска работилница „Съгласие“, София
На конгреса на ДБС през 1946 г. Министерството на труда и социалните грижи заявява, че ще отпусне необходимите парични суми на Съюза със специално предназначение: отваряне работилници за слепи мъже и жени. Новоизбраното ръководство на Съюза на слепите в България се обръща с молба за парична помощ към Министерството на социалната политика. Парите се отпускат само за обзавеждане на работилницата, и то срещу „Правилник за ръководство и вътрешния ред на работилницата“. Стефан Ненков и Лало Павлов изготвят необходимия правилник, който се утвърждава от ръководството на ССБ. В резултат на това Министерството на социалната политика отпуска целево на ССБ 617 000 лв. за кошничарска работилница и 550 000 лв. за откриване на работилница, в която да работят слепи жени. Тези пари са предадени през ноември 1946 г. на ССБ. Започва веднага набавянето на инвентар и търсенето на слепи работници-кошничари. Най-голяма трудност се среща при търсене на подходящо помещение за кошничарската работилница. Чак през пролетта на 1947 г. се наема едно малко дюкянче на ул. „Бачо Киро“ 51, в което едва можеха да работят 5 – 6 души, свидетелства Лало Павлов. Помещение за склад липсва, а за такъв се ползват мазетата на добри съседи и приятели, които ги предоставят безплатно. Набират се едва шест слепи работници. В началото на юни 1946 г. се избира и ръководство на работилницата. За майстор е определен Павел Димитров, домакин Стойчо Милчев и касиер Лало Павлов. Тези длъжности се изпълняват без възнаграждение с изключение на длъжността майстор. Павел Димитров, благодарение на чието майсторско свидетелство се разкрива работилницата, получава едно малко допълнително възнаграждение. Според Лало Павлов по предложение на Георги Атанасов работилницата е наименована „Съгласие“. Първите работници в работилницата са: Павел Димитров, Стойчо Милчев, Лало Павлов, Димитър Георгиев Русков – Бягата, Георги Атанасов и Коста Игнатов. Всички са напълно слепи.
Кошничарската работилница започва да функционира на 10 юни 1946 г. На работниците се плаща на парче, а заплатите се изплащат седмично – всеки съботен ден. Кошничарите сами си приготвят материала за работа, сами си почистват помещението. Работилницата има много сериозен проблем за известно време с реализацията на готовата продукция. Но благодарение на Районния кооперативен съюз в Червен Бряг, който започва да изкупува оплетените дамаджани и буркани, това затруднение се преодолява. През есента на 1947 г. се наема голямо помещение на ул. „Чипровци“ 2. То е много удобно за работа. Постепенно започват да постъпват на работа слепи и слабовиждащи от провинцията.
Макар и с трудности работилницата функционира добре до април 1948 г., когато излиза и започва да се прилага Закона за надничния блок. Според този закон за всеки изработен предмет, за всяка манипулация се заплаща строго определена цена, а не както дотогава свободно, по споразумение, по спазаряване. Нормите са изработени за виждащи производственици и се оказват непосилни за слепите плетачи на куха стъклария. Работниците започват един по един да напускат работилницата. Едни излизат на улицата като амбулантни търговци. Други стават членове на Народно-потребителната кооперация на слепите и започват да продават ластик, който е нейна монополна стока. Някои постъпват като артист-хористи в току-що сформирания Професионален хор на слепите, а онези които са от провинцията си заминават за родните места. В работилницата остават само трима души – майсторът Павел Димитров, Лало Павлов и Найден Велинов.
След сериозния анализ на критичното състояние се стига до извода, че за да се продължи работата по-нататък в „Съгласие“ не трябва да работят само слепи, както дотогава, а да се приемат на работа двойно повече виждащи кошничари, които да работят по официално установените норми. Нормите на слепите се занижават с четиридесет процента от тези на виждащите производственици. Сключва се договор с Централния кооперативен съюз, по силата на който работилницата е редовно снабдявана с куха стъклария и съответно изкупувана готовата продукция.
По споразумение със Съюза на слепите в България кошничарска работилница „Съгласие“ през месец октомври 1949 г. с 30 души работници е прехвърлена в държавното предприятие „Труд“, създадено като учебно предприятие през 1948 г. към същото Министерство.

#### Кошничарски работилници в Пловдив
През 1946 г. УС на ССБ решава да открие кошничарска работилница в Пловдив. Тогавашният председател на клона Иван Василев Лефтеров започва подготовката. Наемат тютюнев склад на ул. „Митрополит Максим“ 57 и го приспособява за работилница. За майстор-ръководител е назначен Димитър Петров Ганчев. През 1948 г. е открита и работилница за пазарски мрежи от книжен канап. От писмо № 7/14 януари 1948 г. на ССБ се вижда, че Министерството на труда и социалната политика е отпуснало на съюза 700 000 лв. за разкриване в Пловдив на кошничарска работилница и работилница за плетене на пазарски чанти и мрежи. Работилницата за чанти и мрежи е открита още в същата година. Тази работилница не издържа дълго, защото се натрупва готова продукция, която се пласира трудно поради конкуренцията на други предприятия, и в началото на 1949 г. тя е закрита.
По решение на УС през 1948 г. започва подготовката за откриване на нова кошничарска работилница на ССБ в Пловдив. За майстор-ръководител още през същата година е назначен пак Димитър Петров Ганчев. Той доставя инструменти, калъпи и други принадлежности и закупува необходимия върбов материал. Тя е открита през април и през май 1949 г. пристигат първите слепи работници. Майсторът Димитър Ганчев обучава слепите кошничари в универсално кошничарство. Те изработват пазарски чанти и кошници от върбова пръчка и лико, кошници с капаци, канцеларски кошчета, разни видове столчета и други изделия. Изработената продукция трудно се пласира.

### Печатни органи

#### Списание „Родни цветя“
През март 1928 г. започва издаването на списание „Родни цветя“. В началото на първата книжка е публикувано обръщение на Ст. Ненков. Излиза и втора книжка, но по неизвестни причини издаването на списанието се прекратява. Съдържанието на двете книжки е предимно от художествени произведения на български автори.

#### Списание „Съдба“
От края на 1928 г. Дружеството на българските слепи и Читалището на слепите в България започват да издават като свой печатен орган списание „Съдба“. Списанието излиза на всеки два месеца. През 1931 г. за негов редактор е привлечен Димитър Пантелеев, който има особено голяма заслуга за подобряване списването на списанието. В качеството си на секретар на Съюза на българските писатели от 1932 г. Димитър Пантелеев е бил във всекидневен контакт с повечето български писатели, членове на съюза и живеещи в град София. Димитър Пантелеев привлича за сътрудници на списание „Съдба“ голяма част от най-добрите български писатели и поети от онова време. В списанието се печатат творби на Тодор Влайков, Георги Стаматов, Антон Страшимиров, Емилиян Станев, Димитър Талев, Павел Вежинов, Радой Ралин, Младен Исаев, Асен Разцветников, Елисавета Багряна, и др. В списанието се представя дори литературната критика, есеистика и наука с текстове на Петър Динеков, Асен Златаров и Асен Хаджиолов. Особен интерес са предизвиквали откъси от творбите на бележити есеисти като Пол Валери, Бенедето Кроче, Андре Жид, подбирани и превеждани от Атанас Далчев специално за списанието. В списание „Съдба“ се публикува дори и преводна поезия. И както се вижда от по-горните текстове, сп. „Съдба“ е имало облика на литературно издание и след 1932 г. става трибуна за изява на много български стари и млади писатели.
Списание „Съдба“ плаща най-големите хонорари. Списанието достига тираж 10 000 екземпляра и е едно от най-купуваните периодични издания за времето си. Списание „Съдба“ не само изцяло се самоиздържа, но и от неговите продажби се заделят парични средства за Дружество на българските слепи и за читалището на слепите в България.
Независимо че в списание „Съдба“ се печатат предимно литературни текстове, за проблемите на слепите също се отделя достатъчно внимание. Посредством рубриката „Слепите в науката, изкуството и живота“ читателската аудитория се запознава с постиженията на слепи от България и от чужбина.
Списанието излиза до 1944 година.

#### Брайлово списание „Вестител“
От 1933 г. в печатницата на сляпоглухия Харълд Тиландер от Швеция започва да се печата и брайловото списание „Вестител“. Неговото списване става в България, а набирането, отпечатването и разпращането до абонатите в Стокхолм. От октомври 1933 г. до началото на 1937 г. излизат 19 броя от списанието.

#### Списание „Зари“
През 1948 г. ССБ започва да издава на висок печат списание „Зари“. Избрана е редакционна комисия и е назначен за редактор-уредник Огнян Карастоянов. До септември 1949 г. излизат 10 книжки, последните 9-а и 10-а са в едно книжно тяло.
През 1950 г. ССБ има вече брайлова печатница и от септември започва издаването на брайл на списание „Животът на слепите“. През 1972 г. Бюрото на ЦС на ССБ решава списанието да се преименува от „Животът на слепите“ в „Зари“, което име носи отново от 1973 г.

### Професии през 1930-те години
Най-упражнявани професии са тези на музиканта (21) и на амбулантния търговец (18). С кошничарство са се занимавали само 3 души, а като лектори и чиновници работят по 2 души от всяка професионална гилдия. По онова време 2 души работят като кописти (преписване на брайлов шрифт плоскопечатни книги), а 1 сляп – като акордьор.

### Международна дейност
Дружеството на българските слепи още от учредяването си поддържа добри контакти със сродни организации от чужбина благодарение на това, че почти всички членове на неговото ръководство са и добри есперантисти. Чрез международния език есперанто те получават информация за живота на слепите в другите страни. След Чирпанското земетресение ръководството на ДБС, посредством групата на слепите есперантисти „Балкана стело“, изпраща апел за помощ към чуждестранните есперантисти. И разбира се, този апел не остава без отзвук. Българските слепи получават от своите чуждестранни съсъдбеници сериозна парична подкрепа, чиято равностойност е 100 000 тогавашни лева. ДБС взема участие в международни конгреси със свои делегати във Виена и Будапеща. Делегация на Дружеството посещава институтите за слепи в Югославия, Унгария и Австрия.
В края на 1948 или началото на 1949 г. Никола Димитров-Французинът пише до ООН и моли да се достави на Съюза безвъзмездно една релефнонаборна машина за брайлов шрифт, цинкови листа за клишета и една преса, молба на която ООН откликва и в началото на 1950 г. ЮНЕСКО изпраща на ССБ една релефнонаборна машина за брайлови клишета, 900 опаковки на цинкови листа за клишета, тежка преса, една концева шивачка за подвързия на брайловите томове, 5 тона качествена брайлова хартия и някои дребни принадлежности и инструменти.

## Поява на съвременния Съюз на слепите в България

### Обединителен конгрес
Както се разбра от досегашното изложение в недалечното минало, периода 1920 – 1951 г. слепите в България са се сдружавали по различни признаци: причина за слепотата, професионална ангажираност, културни интереси. Съществували са 7 организации с различна численост, повечето от които с национален периметър на дейност.
С установяване на тоталитарния режим и премахване на политическия плурализъм (1944 – 1948) много сдружения с идеална цел са разпуснати и имуществото им е иззето в полза на държавата, каквато е съдбата на няколкото организации на хора с увреждания. Други са били принудително обединявани, каквато участ сполетява организациите на слепи. С решение на Националния съвет на Отечествения фронт от 5 февруари 1950 г. се препоръчва дружествата „Тъмнина“ и „Мрак“ и Съюзът на слепите в България да се обединят в един общ съюз. Осъществяването на тази препоръка на Националния съвет на Отечествения фронт не става никак лесно. Ръководствата на дружествата „Тъмнина“ и „Мрак“ оказват силна и упорита съпротива. Представители на НС на ОФ полагат многократно големи усилия да ги убеждават в необходимостта от обединението. Налага се дори намесата на висши органи на комунистическата партия.
„Решение на ЦК на БКП:
Централният комитет на Българската комунистическа партия, отдел „Секретариат“ – 28 юни 1950 година, София
До Другаря Д. Терпешев
До Другаря Ф. Козовски
До Другаря А. Стойков
Препис от № 755 на Секретариата на ЦК на БКП от 29 юни 1950 година.
ПЪРВО – Съюзът на слепите в България, дружеството „Тъмнина“ на ослепелите от войните, дружеството „Мрак“ на ослепелите работници от злополука в производството, да се слеят и образуват единен Съюз на слепите в България, който да подпомага народната държава във всестранните ѝ грижи за слепите – трудоустрояване, обучение, образование и социално подпомагане на слепите и да провежда идейно възпитателно и културно просвещение сред слепите.
ВТОРО – в съюза на слепите в България да не се създават секции за отделните категории слепи, а в централното ръководство на Съюза да има отдели за слепите от войните и за слепите от злополука в производството, които да се грижат за подработването на специфичните въпроси на тези категории слепи.
ТРЕТО – Съюзът на слепите в България да се контролира и подпомага във всекидневните му работи от Министерство на труда и социалните грижи.“
За реализиране на горното решение са били необходими повече от осем месеца. Всичко това доказва, че съпротивата срещу обединението е била много силна и упорита.
Но за една от трите обединяващи се организации – Съюза на слепите в България – обединението е било лелеяно повече от две десетилетия. И в края на краищата то става факт!
На 13 март 1951 г., в София в салона на Дома на правниците на ул. „Пиротска“ 7 се провежда обединителният конгрес на гореспоменатите сдружения на слепи. На 12 март 1951 г. в отделни помещения се провеждат годишните отчетни събрания на дружества „Тъмнина“ и „Мрак“ и XI редовен конгрес на Съюза на слепите в България. След приключване на отчетите и трите организации вземат решение за обединение. Избрани са съответния брой делегати за обединителния конгрес, а XI конгрес на Съюза на слепите в България не избира делегати, понеже те са избрани още през юли 1950 година.
На обединителния конгрес присъстват 126 делегати, от които: 91 – от страна на Съюза на слепите в България, 19 – от дружество „Тъмнина“, 16 – от дружество „Мрак“.
Конгресът провъзгласява обединението на всички категории слепи в Общ съюз на слепите в България.
Приет е Устав, който предвижда Управителният съвет на съюза да се състои от 11 членове и да включва най-малко по двама застъпници на всяка категория слепи. Така е приет принципът на паритета. Останалите петима членове са избирани независимо от причината за тяхната слепота. Приета е резолюция за основните насоки на дейност и развитие на Общия съюз на слепите в България и неговите клонове по места.
За председател на новата организация е избран Стефан Ненков, а за подпредседатели Кирил Костов от бившия ССБ, Константин Гайдаров от бившето дружество „Тъмнина“ и Стефан Бучакчиев от бившето дружество„ Мрак“.
Благотворително културно-просветно дружество „Черен поглед“ не участва в обединението, защото се установява на 5 януари 1949 г., че дружеството съществува дотогава незаконно, тъй като от 1938 г. то не е утвърдено според Закона за дружествата.
Обединителният конгрес не засяга Читалището на слепите в България и Народната потребителска кооперация на слепите, които продължават своето самостоятелно съществуване.

### Организационно строителство и конгреси

#### Организационно строителство
След II конгрес на ССБ съгласно промените в устава Изпълнителното бюро (ИБ) закрива организационните клонове и изгражда през 1955 г. районни съвети в София, Пловдив, Габрово, а след година – и във Варна. Те обхващат твърде големи територии от страната. Софийският РС включва окръзите: Видински, Монтански, Врачански, Софийски, Пернишки, Кюстендилски и Благоевградски. Пловдивският обхваща: Пловдивски, Сливенски, Старозагорски, Ямболски, Хасковски, Кърджалийски, Смолянски и Пазарджишки. В Габровския влизат: Габровски, Великотърновски, Разградски, Русенски, Ловешки и Плевенски. Варненският се разпростира върху окръзите: Варненски, Силистренски, Добрички, Шуменски, Търговищки и Бургаски.
През 1977 г. организационната структура на ССБ е променена радикално и тя се доближава, до голяма степен, до административното делене на страната – създават се окръжни и производствено-териториални организации. През май 1989 г. страната е разделена на 16 районни организации – структура, която е в сила. Районни организации ССБ има в следните селища: София, Кюстендил, Благоевград, Пловдив, Смолян, Кърджали, Стара Загора, Сливен, Бургас, Варна, Силистра, Шумен, Русе, Дряново, Плевен, Монтана. Районните организации от своя страна обхващат 113 първични организации към 31 декември 2005 г.
През 1970-те и 1980-те години организационното строителство на ССБ бележи висок ръст. В десетки селища се учредяват първични организации, в резултат на широката дейност, която ССБ провежда за издирване на потенциални членове и включването им в своите организационни и стопански структури.

#### Конгреси
На поредния III конгрес, който се провежда от 14 до 16 юни 1959 г., за председател на Съюза на слепите в България е избран Иван Илиев – дотогавашен управител на ПП ”Успех”, клон Габрово. Заместници на Иван Илиев са: Желязко Пеев, отговарящ за организационната и културно-масова дейност; Тодор Шошев с ресор производствено-стопанската дейност на ССБ. Към датата на конгреса в ПП „Успех“ и неговите три производствени клона вече са трудоустроени 300 души със зрителни увреждания. До конгреса членовете на ССБ са 1276. Изградените вече 4 районни съвета обхващат 44 първични организации. На конгресите през 1963 г. и 1967 г. този екип е преизбиран.
През 1971 г. ръководството е освежено с избирането на Константин Гайдаров за първи заместник-председател (с отговорности за рехабилитацията, трудоустрояването и социалното дело) и Спас Карафезов – заместник-председател (с ресор организационна и културно-масова дейност). Иван Илиев за четвърти път е преизбран за председател. Четвърти е и мандатът на Тодор Шошев като заместник-председател по стопанските въпроси. През март 1975 г. на пленарно заседание на ЦС на ССБ е отстранен първият заместник-председател Константин Гайдаров за „лоша работа“ в неговия ресор и поради „несработването му с председателя“. Само 3 мес. след това през юни същият този централен съвет отстранява Иван Илиев като председател и го заменя с Тодор Шошев, дотогавашен заместник-председател по производствено-стопанските въпроси.
На поредния VII конгрес, състоял се през декември 1976 г., за председател е избран Янаки Градев – директор на ПП ”Успех” – Варна. За негов заместник е избран Спас Карафезов. През 1981 г. отново през декември този тандем Градев – Карафезов е преизбран. През 1986 г. пак през декември за трети път е преизбран Янаки Градев. За първи заместник-председател е избран докторът по педагогика, научният сътрудник в Научния Институт по общо образование „Т. Самодумов“ Владимир Радулов. Тогава VIII конгрес на ССБ предостави четвърти заместник-председателски мандат на Спас Карафезов, чиято длъжност само след една година е съкратена. През месец декември 1989 г. на заседание на Централния съвет е приета оставката на Владимир Радулов като заместник-председател.

### Създаване и развитие на ПП „Успех“
Първа грижа на новоизбраното Бюро на Общия съюз на слепите в България е да осъществи решението на Обединителния конгрес за организиране на специални производствени предприятия към съюза. Като най-подходящ за тогавашните условия в България се възприема моделът на Всерусийското общество на слепите. Определена е една четиричленна комисия в състав: Константин Гайдаров, Кирил Костов, Стефан Бучакчиев и Стойчо Милчев, която да отговаря за разкриване на производствено предприятие. Комисията предприема редица постъпки пред държавни и партийни инстанции, в резултат на което през месец юни 1951 г. се получава съгласие от Министерството на народното здраве и социалните грижи за организиране на съюзни предприятия. Заслуга за това имат Константин Гайдаров и Кирил Костов, които създават делови контакти с МНЗ и СГ.
И особено благодарение личните връзки на Константин Гайдаров със Социални грижи към Градския народен съвет ОССБ получава помещение на ул. „Ев. Гешев“ 24.
През месец септември 1951 г. Бюрото на Общия съюз на слепите в България натоварва Димо Мангъров да закупи върбов материал и да започне оплитането на куха стъклария (дамаджани и буркани), но закупения от него материал се оказва некачествен. Тези първи несполуки не позволяват да се открие през 1951 г. производствено предприятие, но още през месец март 1952 г. това се осъществява. Доставен е качествен върбов материал и зам. председателят Стефан Бучакчиев изплита първата дамаджана.
Кошничарският цех на „Промкомбинат № 1“ в София е открит на 27 март 1952 г., а през месец юли същата година се разкрива и метларски цех. По предложение на Константин Гайдаров на 28 март УС решава работилниците на ОССБ да получат общо название „Промкомбинат № 1“. В това негово предложение прозират мечтите на съюзните дейци от онова време да бъдат създадени в бъдеще промишлени предприятия на много места в страната. Бюрото на УС на ОССБ още тогава обсъжда и вижда в перспектива една верига от специални производствени предприятия, в които да работят всички трудоспособни хора с тежки зрителни увреждания. Интересно е обаче, че невиждащите, в огромното си мнозинство, не са никак възхитени от намеренията на Общия съюз, защото считат и то не без основание, че посредством производствените предприятия, ще се създадат условия за премахване на тяхната улична амбулантна търговия, която им носи тогава добри печалби. Слепите по онова време търгуват винаги с дефицитни стоки, като ластик, ножчета за бръснене и др. Тяхната търговия е силно благоприятствана от тогавашната пазарна ситуация, при която десетки стоки са били в хроничен дефицит.
Колко трудно е било тогава, говори фактът, че през периода от 1952 – 1955 г. се сменят петима виждащи директори. Те не са уволнявани, сами напускат, защото не намират пътища за преодоляване на трудностите.

#### Производствени клонове
След 1950 г. производствено-стопанската дейност на ССБ преминава през много промени. Тя се изразява предимно в разкриването на работилници.

##### Габрово
Съгласно решение на третото годишно отчетно събрание на клон Габрово от 23 март 1952 г. работилница се открива в същия град. Тя е за пасмантерийно производство. Ръководството на клона започва активно да търси помещение, машини и средства. След упорита организационна работа работилницата е открита на 5 май 1953 г. Производствените условия са трудни. Няма достатъчно материали за изработването на ластик. На следващата година се разкрива и производство на метли и индустриални четки. Производството на работилницата се разраства. То е пръснато в различни части на града. Налага се да бъде събрано на едно място, за да се подобрят производствените условия. Общинският народен съвет в Габрово предава безвъзмездно за нуждите на работилницата стара текстилна фабрика на ул. „А. Кънчев“ 29. След извършен ремонт в началото на 1956 г. всички производства са събрани в новата сграда. Разкрива се и производство на четки за дъски, дрехи и обувки. Назначеният през ноември 1955 г. за управител на работилницата Иван Ненов подава оставка и на 16 юни 1957 г. на негово място е назначен Иван Илиев. По същото време се разкриват малко общежитие и стол за работниците. През втората половина на 1959 г. за директор на работилницата е назначен Иван Славов.

##### Пловдив
През 1955 г. ИБ на ССБ взема решение да се открият производствени предприятия в Пловдив и Варна. През ноември същата година Стойчо Милчев (зам. председател на ССБ по стопанските въпроси) се договаря с пловдивския Градски промкомбинат „Шипка“ кошничарската му работилница на ул. „Железарска“ клон 4 да премине от януари 1956 г. под управлението на ССБ. От 1 декември 1955 г. за управител на работилницата е назначен Хр. Белобрадов. На 1 януари 1956 г. кошничарската работилница е вече към ССБ с 35 души персонал, от които 26 слепи работници. Помещенията са тесни и неподходящи за кошничарско производство. За кошничарското корито няма място и то е вън на двора. Управителят Хр. Белобрадов осигурява парцел от 8 дка на ул. „Цариградско шосе“ 112. Там се построява първата едноетажна производствена сграда с площ около 200 m², в която през май 1960 г. кошничарският отдел се премества от квартал „Капана“ в новото помещение.

##### Варна
На 26 януари 1956 г. за майстор-ръководител на работилницата е назначен Илия Петров от с. Нова Шипка, Провадийско. След него за управител е назначен морският офицер Стефан Новаков. Градският съвет предава на ССБ сграда на ул. „Страхил“ 23 (бивш полицейски участък), чийто първи етаж да се използва за работилница. На 3 март 1956 г. кошничарската работилница тук е открита.
Работилницата се прегражда на две и едната част остава за производството, а другата – за обща спалня. Стефан Новаков работи като управител до 1958 г., след което се пенсионира и напуска. На негово място е назначен Цоньо Събев, който става и първият директор на варненското предприятие. През 1959 г. Общинският съвет отпуска парцел от 15 дка за ново строителство в района на старите лозя. На 20 януари 1960 г. е направена първата копка за производствен корпус, общежитие, административна сграда с кухня, столова и парно-котелна инсталация. През февруари 1962 г. строителството е завършено и кошничарската работилница се премества от ул. „Страхил“ 23 в новата производствена сграда. Парната инсталация е завършена и през есента на 1962 г. отоплението е пуснато.

#### Трудоустрояване през 1980-те години
В края на 1980-те години ССБ вече има 11 производствени предприятия и 34 филиала, което създава много благоприятни условия за масово трудова реализация на неговите членове. През 1960-те и 1970-те години се разгръща огромно строителство на производствени и жилищни сгради, а също и сгради за отдих и културни нужди. Първоначално във Варна, Дряново и София се обособяват т. нар. производствено-жилищни комплекси, впоследствие такива комплекси се изграждат в Сливен, Стара Загора, Кюстендил, Шумен, Русе и Плевен.
Единадесетте производствените предприятията „Успех“ годишно приемат от 100 до 200 слепи и слабовиждащи работници. От 1978 г. до 1989 г. планът по трудоустрояване предвижда ежегодно откриването на 100 нови работни места. От 1981 г. до 1986 г. са създадени нови 668 работни места. Работещите слепи само в ПП „Успех“ през 1981 г. са били 2623.
Съюзната стопанска система се ползваше от относителна самостоятелност, преразпределяше печалбата си, влагаше значителни инвестиции. Благодарение на съюзните предприятия и филиалите в 45 населени места почти се удовлетворяваха нуждите за трудова реализация. Общият брой на работещите слепи и слабовиждащи в тях през 1989 г. достига 3700, от които 829 са надомници. Заедно със заетите с организационна, творческа и административна работа общият брой е 3900.

### Рехабилитация
На 17 октомври 1966 г. е открит Националният център за рехабилитация на слепи, който е първата институция за основна рехабилитация на късно ослепели лица в Източна Европа. Софийският дневен център за рехабилитация се възстановява през 1991 г. в системата на социални грижи след първоначалното му разкриване през 1988 г. с хонорувани инструктори от ССБ. През 1993 г. се разкриват дневни центрове за рехабилитация на зрително затруднени и в Сливен и Стара Загора, а през 1997 г. – във Варна и Габрово.

### Международна дейност
През 1970-те и 1980-те години международната дейност на Съюза на слепите в България е много активна. Между ССБ и сродни на него организации от чужбина се разменят делегации, включващи негови ръководни кадри, експерти, спортисти и състави на художествената самодейност. Признание за международния авторитет на ССБ е изборът на неговия председател Иван Илиев през 1975 г. за председател на Комисията по спорта на Европейския регионален комитет.
ССБ през 1981 г. е домакин на европейска конференция по рехабилитация и трудоустрояване на слепите, на която председателят на ССБ Я. Градев представя основния доклад.
Председателят Я. Градев е избран през 1987 г. за генерален секретар на Европейския съюз на слепите. Председателят Иван Крумов от 1990 – 1993 г. е също генерален секретар, а от 1993 – 1997 г. е вицепрезидент на Европейския съюз на слепите. През 2003 г. председателя на Съюза – Васил Долапчиев е избран за член на Бюрото на Съюза на слепите в Европа, а също и за наблюдател в постоянната комисия за връзка с Европейската общност.

## Председатели
- Никола Диклич – председател на ДБС от 1921 до 1925 г. Роден е на 28 ноември 1890 г. в гр. Хърватска Костайница (Хърватия). Сръбското му име е Никица Драгутин Диклич. След завършване на училище за слепи в Загреб Н. Д. Завършва и консерваторията в същия град със специалност пиано. Работи като музикант (акордеон, пиано) с оркестър в Словакия, Румъния и Бесарабия. В началото на 1915 г. идва в България като пътуващ музикант. Назначаван е за преподавател по музика в Държавното музикално училище, Софийско девическо педагогическо училище и Държавния институт за слепи. През октомври 1925 г. напуща България и заминава за Югославия. От 1945 г. до края на живота си е директор на Музикалното училище в Карловац. Н. Д. умира на 21 март 1964 г. в Задар – Югославия.

- Никола Зографов – председател на ДБС от 01.09.1925 до 18.03.1926 г.

- Стефан Ненков – председател на ДБС от 1926 до 1936 г. Роден е на 20 декември 1880 г. в Дупница. Учи в Букурещкия институт за слепи от 1908 до 1914 г. Владее френски, румънски и есперанто. С. Н. работи в Столичното общинско кошничарско училище и във Военната шивалня като майстор – пантофар. Около две десетилетия е учител по пантофарство в Държавния институт за слепи и виолончелист в оркестри от слепи музиканти. През февруари 1945 г. е избран за председател на контролния съвет на Първа българска кооперация за общи доставки на слепите в България. Автор е на разработката „Нашите организации“. Автор е и на други статии и преводи от есперанто. Умира на 10 януари 1967 г. в гр. София.

- Стефан Гарев – председател на ДБС от 12.10.1936 до 30 януари 1937 г. Възпитаник е на Държавния институт за слепи в София. По професия е музикант и амбулантен търговец.

- Петър Ганчев – председател на ДБС от 1937 до 1939 г. Възпитаник е на Държавния институт за слепи – София. По професия е музикант (цигулар), свири в оркестри състоящ се от слепи музиканти, най-вече в този, който музицира във вегетарианския ресторант – София. Близък приятел е на акад. П. Стайнов.

- Никола Попов – председател на ДБС от 1939 до 1940 г.

- Петър Ганчев – председател на ДБС от 1940 до 1944 г.

- Стефан Ненков – председател на:
  - ДБС от 1944 до 1946 г.,
  - ССБ от 1946 до 1951 г.,
  - ОССБ от 1951 до 1953 г.

- Кирил Костов – председател на ОССБ от 1953 до 1955 г. Роден е на 24 декември 1924 г. в с. Погледец, Софийско. Възпитаник е на Държавния институт за слепи в София, след завършването на който постъпва в Музикалната академия със специалност флейта. К. К. работи в БНР като щатен солист-флейтист от 1949 – 1983 г. В ОССБ е избран за зам. председател. Председател е на Читалището на слепите „Луи Брайл“ от 1971 – 1990 г. Умира на 6 октомври 1996 г. в София.

- Димитър Домузчиев – председател на ССБ от 1955 до 1959 г. Роден е на 21 май 1912 г. в гр. Сливен. Завършил е Държавния институт за слепи. Завършва и Музикалната академия със специалности цигулка и диригентство. Д. Д. е диригент на смесения хор „Балкан“ при Дружеството на българските слепи от 1936 – 1938 г. Директор е на Софийския държавен институт за слепи от 1945 – 1948 г. От 1949 – 1955 г. е артист-хорист в Професионалния хор на слепите. От 1959 – 1972 г. е редактор на сп. „Художествена самодейност“. Автор е на няколко хорови творби и цигулкови пиеси. Умира на 30 ноември 1972 г.

- Иван Илиев] – председател на ССБ от 1959 до 1975 г. Роден е на 20 януари 1923 г. в с. Кавлак, Великотърновско. Изявен функционер е на Работническия младежки съюз в своя роден край, поради което получава през 1942 г. доживотна присъда. През 1944 – 1945 г. за кратко време е кмет в родното си село. 1946 – 1948 г. И. И. е председател на Народно-потребителната кооперация в с. Кавлак. През 1956 г. постъпва на работа като четкар в клона на ПП „Успех“ – Габрово, на който става управител от 1957 – 1959 г. От 1977 – 1985 г. е директор на ПП „Успех“ – Русе. Умира на 20 декември 2005 г. в с. Кавлак.

- Тодор Шошев – председател на ССБ от 1975 до 1976 г. Роден е на 16 ноември 1918 г. в с. Свежен, Пловдивско. Завършва Държавния институт за слепи – София. Свири като контрабасист и свири в професионални оркестри от слепи музиканти. От 1959 г. до юни 1975 г. е зам. Председател на ССБ с ресор „Производствено-стопански въпроси“. От 1977 – 1983 г. е директор на Дирекция „Капитално строителство и социално дело“ в централата на ССБ. Автор е на сонети, статии и доклади. От 1984 г. е редактор на сп. „Esperanta fajrero“ (Есперантска искра") и председател на Секцията на слепите есперантисти до своята кончина – 24 май 1991 г.

- Янаки Градев – председател на ССБ от 1976 до 1990 г. Роден е на 29 септември 1933 г. в с. Самотино, Варненско. Основното си образование завършва в с. Старо Оряхово (Варненско), а средното – във Варна. Работи като коларо-железар, точилар, оксиженист и огняр в РКС – с. Ст. Оряхово. През 1957 г. постъпва на работа като плетач на куха стъклария в ПП „Успех“ – Варна, чийто директор е от 1962 до 1976 г. Председател на РС на ССБ – Варна (1960 – 1962). Член е на ЦС на ССБ (1955 – 1990). Генерален секретар е на ЕРК на ССБС (1987 – 1990). Носител е на ордените „Червено знаме на труда“ и „Народна република България“. От 1993 г. е „почетен член“ на ССБ. Заместник-председател е на НПКСБ (2001 – 2004).

- Иван Крумов – председател от 1990 до 1998 г. Роден е на 19 декември 1934 г. в с. Подем, Плевенско. Основното си образование завършва в родното си село, средното в Плевен, а висшето (финанси и кредит) в УНСС – София. Работи като финансов ревизор в Плевен и щатен секретар на ОбК на БКП (1963 – 1970) в с. Подем. Председател е на КС на ОКС (1977 – 1985). Директор е на ПП „Успех“ – Плевен (1986 – 1990). Член е и на ЦС на ССБ (1976 – 1998). От 1990 – 1993 г. е Генерален секретар, а от 1993 – 1997 г. е вицепрезидент на Европейския съюз на слепите. От 1999 г. е „Почетен член“ на ССБ. Член е на УС на ССБ.

- Иван Ганев – председател от 11. 06. 1998 до 18. 02. 1999 г. Роден е на 29 май 1942 г. в Свищов. Средно образование завършва в родния си град, а висше (философия и психология) в СУ. През 1973 г. защитава докторантура по философия, а същата година работи като научен сътрудник в Института по философия към БАН. През 1985 г. се хабилитира като ст.н.с. II степен. През 1996 г. завършва право в Благоевградския Университет. През декември 1998 г. защитава успешно научната степен доктор на философските науки, а началото на 2002 г. става ст.н.с. I степен. Автор е на книгите: „Анализ на категориалното познание“, „Етюди върху слепотата“, „Разсъдък и разум“ и др. Избиран е за член и за зам. председател на ЦРК на ССБ. Умира на 14 юли 2003 г.

- Васил Долапчиев – председател от 1999 г. Роден е на 26 февруари 1953 г. в гр. Елхово. Завършва Техникум по електротехника в Сливен. Загубва зрение по време на отбиване на военната си служба през 1974 г. От 1975 до 1979 г. е студент по право в СУ, а през 1986 г. завършва специализация по икономика и управление на промишленото производство в УНСС – София. Работи като юрисконсулт в ПП „Успех“, Сливен (1981 – 1990). Депутат е във ВНС (1990 – 1991). Директор е на ПП „Успех“, Сливен от 1991 г. Избиран е за председател на ЦРК (1990 – 1994) и за член на ЦС и неговия ИС (1994 – 2000). От 1996 г. до 2003 г. е член на Комисията по човешки и социални права към Европейския съюз на слепите/ЕСС/, а от 2003 г. е член и на Бюрото на ЕСС. От 1999 г. е член на Управителния съвет на Фонд „Рехабилитация и социална интеграция“ при МТСП.

## Ръководни органи
Ръководни органи на ССБ са Общото събрание, Управителният съвет и председателят.
Председател на ССБ е Васил Долапчиев.
Членове на управителния съвет са: Методи Андонов, Любомирка Лазарова, Генко Изворски, Павлин Ангелов, Тодор Радев, Дина Желева, Стефан Данчев, Велик Атанасов, Мария Картулска и Боби Лазаров.

## Български банкноти
Властите във всяка отделна държава разработват различни мерки, подпомагащи хората без зрение да разпознават банкнотите. За разпознаването на отделните банкноти от слепите хора се използват няколко метода:
- Предварително прегъване по определен начин, поставяне в различни прегради;
- Ползване на техническа помощ – приложения за телефони и специални апарати;
- Параметри на самите банкноти – размер (примерно в Австралия и Малайзия), различна материя за различните банкноти (САЩ);
- Специални символи върху банкнотите:
  - Брайлови точки (Канада);
  - Релефни изображения. Такива има и на съвременните български банкноти – геометрични фигури кръгове, триъгълници и квадрати. Намират се до надписа „Българска народна банка“.